# 사라레오니 시지크
사라레오니 시지크(프랑스어: Sarah-Léonie Cysique, 1998년 7월 6일~)는 프랑스의 유도 선수이다. 2020년 하계 올림픽 라이트급에서 은메달, 혼성 단체전에서 금메달을 획득했으며 2024년 하계 올림픽 라이트급에서 동메달, 혼성 단체전에서 금메달을 획득했다.